# Ясвина, Лариса Владимировна
Лари́са Влади́мировна Я́свина (в девичестве Недви́га; латыш. Larisa Nedviga; 25 августа 1960, Сталинская область) — советская гребчиха-байдарочница, выступала за сборную СССР в конце 1970-х — начале 1980-х годов. Дважды серебряная призёрша чемпионатов мира, шестикратная чемпионка всесоюзного первенства, многократная победительница регат республиканского значения. На соревнованиях представляла даугавпилсскую команду общества «Динамо», мастер спорта международного класса.

## Биография
Лариса Недвига родилась 25 августа 1960 года в Сталинской области, однако вскоре переехала в латвийский город Даугавпилс. С ранних лет увлекалась спортом, в детстве занималась лёгкой атлетикой, волейболом, гандболом. Активно заниматься греблей начала в возрасте шестнадцати лет, проходила подготовку под руководством тренера Бориса Природина, состояла в даугавпилсской гребной команде добровольного спортивного общества «Динамо». Сестра также занималась греблей.
Первого серьёзного успеха добилась в 1978 году, когда на взрослом всесоюзном первенстве в Москве завоевала золотую медаль в эстафете 4 × 500 м вместе с литовкой Аной Белобородовой, ленинградкой Галиной Чикарёвой и львовянкой Валентиной Примак. Год спустя благодаря удачному выступлению на Спартакиаде народов СССР (серебряная медаль в одиночках) удостоилась права защищать честь страны на чемпионате мира в немецком Дуйсбурге, в составе экипажа, куда также вошли гребчихи Галина Алексеева, Татьяна Коршунова и Надежда Трахимёнок, выиграла серебряную медаль, уступив первое место команде из ГДР.
В 1980 году на чемпионате Советского Союза в Ростове-на-Дону Недвига была лучшей сразу в двух дисциплинах, в полукилометровых заездах байдарок-четвёрок и в программе эстафеты, с ленинградкой Ольгой Макаровой, Аной Белобородовой и винничанкой Светланой Сергун. Год спустя в Москве вновь взяла золото в четвёрках на пятистах метрах с литовками Натальей Калашниковой и Аной Белобородовой, киевлянкой Инной Шипулиной, затем в этой же дисциплине представляла страну на мировом первенстве в английском Ноттингеме — с напарницами Натальей Филонич, Инной Шипулиной и Любовью Ореховой вновь уступила восточногерманским спортсменкам и финишировала в финале второй. Впоследствии оставалась действующей спортсменкой ещё в течение трёх лет, в 1982 (с Натальей Филонич, Любовью Комковой, Ниной Грицун) и 1984 (с ленинградкой Галиной Алексеевой, москвичками Еленой Дудиной и Ириной Саломыковой) годах ещё дважды выиграла всесоюзное первенство в четвёрках на дистанции 500 метров, став, таким образом шестикратной чемпионкой СССР. Карьеру спортсменки завершила в возрасте 25 лет, за выдающиеся спортивные достижения удостоена почётного звания «Мастер спорта СССР международного класса».
Имеет высшее образование, окончила Рижский педагогический институт. После завершения спортивной карьеры некоторое время работала детским тренером по гребле на байдарках и каноэ. В настоящее время работает оператором на Даугавпилсском локомотиворемонтном заводе. Замужем за Зигурдом Ясвиным, есть двое сыновей Константин и Марис.